# 園城寺
園城寺（日语：園城寺）是位在日本滋賀縣大津市的寺院，天台寺門宗總本山。日本代表四大佛寺之一。山號「長等山」（ながらさん）。本尊彌勒菩薩、開基（創立者）為大友与多王。「近江八景」之一「三井晩鐘」之寺。

## 歷史與名稱由來
此寺歷史悠久，最早是因為歷經天智天皇、弘文天皇、天武天皇的祈願，後由弘文天皇的皇子大友與多王，於田園城郊建立而成。天武天皇親自動筆賜予「園城」二字，因而正式名稱為「長等山園城寺」，但俗稱「三井寺（みいでら）」或「御井(みい)寺」之名較廣為人知。此名稱源自天智天皇、弘文天皇、持統天皇出生時使用的產湯（熱水）均取自寺內的靈泉（現於金堂後的閼伽井屋內），故因而得名。開山祖師智証大師（円珍和尚）於貞觀元年（西元859年）成為園城寺的第一任住持，貞觀10年時做為第五代天台座主，長達24年，對日本佛教發展付出極大的貢獻。在寬平三年（西元891年）入寂後，得到醍醐天皇賜號「智証」。之後此寺因戰火而反覆被燒毀，卻又一再復興而起，因此也有「不死鳥之寺」的美稱。此外，因豐臣氏、德川氏均盡力再興。現在寺內所藏之國寶、重要文化財、名園等貴重寺寶，多為當時遺留下來之物。

## 重要文化財與建築
- 仁王門：列為重要文化財，寶德4年（西元1452年）建立。表門為慶長6年（西元1601年），德川家康自甲賀的長樂寺移築。
- 釋迦堂：列為重要文化財，室町時代初期建築，以中世紀寺願食堂樣式流傳下來，本尊為清涼寺式釋迦如來佛。
- 金堂：列為國寶，即總本堂，本尊為彌勒佛，是為天智天皇所崇信，現在屬於祕佛，不輕易開放參觀。現在的建築是由豐臣秀吉遺孀北政所於慶長4年（西元1599年）再建，是為桃山時代的代表性建築之一。
- 鐘樓：列為重要文化財，置於金堂旁邊，現在的建築是在慶長7年（西元1602年）所建，內有梵鐘，此鐘又與宇治平等院、高雄神護寺稱合稱日本三銘鐘。因音色莊嚴，故被列入近江八景之一，即為著名的「三井晚鐘」。
- 閼伽井屋：三井的靈泉即在其中，目前依舊是清澈的活泉，為保護泉水，慶長五年（1600年）時即建立好覆屋，正面上有左甚五郎作的龍雕刻，傳說此龍常常夜夜出遊至琵琶湖活動，直到困擾的甚五郎在龍的眼上釘上五寸釘後才安靜下來。而智証大師使用於儀禮、三部灌頂的法水亦取自此泉。
- 靈鐘堂
- 一切經藏
- 唐院
  - 大師堂
  - 灌頂堂
  - 三重塔：慶長6年（西元1601年）由德川家康建立，與奈良縣比蘇寺的塔均為室町時代初期建築。
- 微妙寺
- 毘沙門堂
- 觀音堂：西國14番札所
- 水觀堂
- 護法善神堂

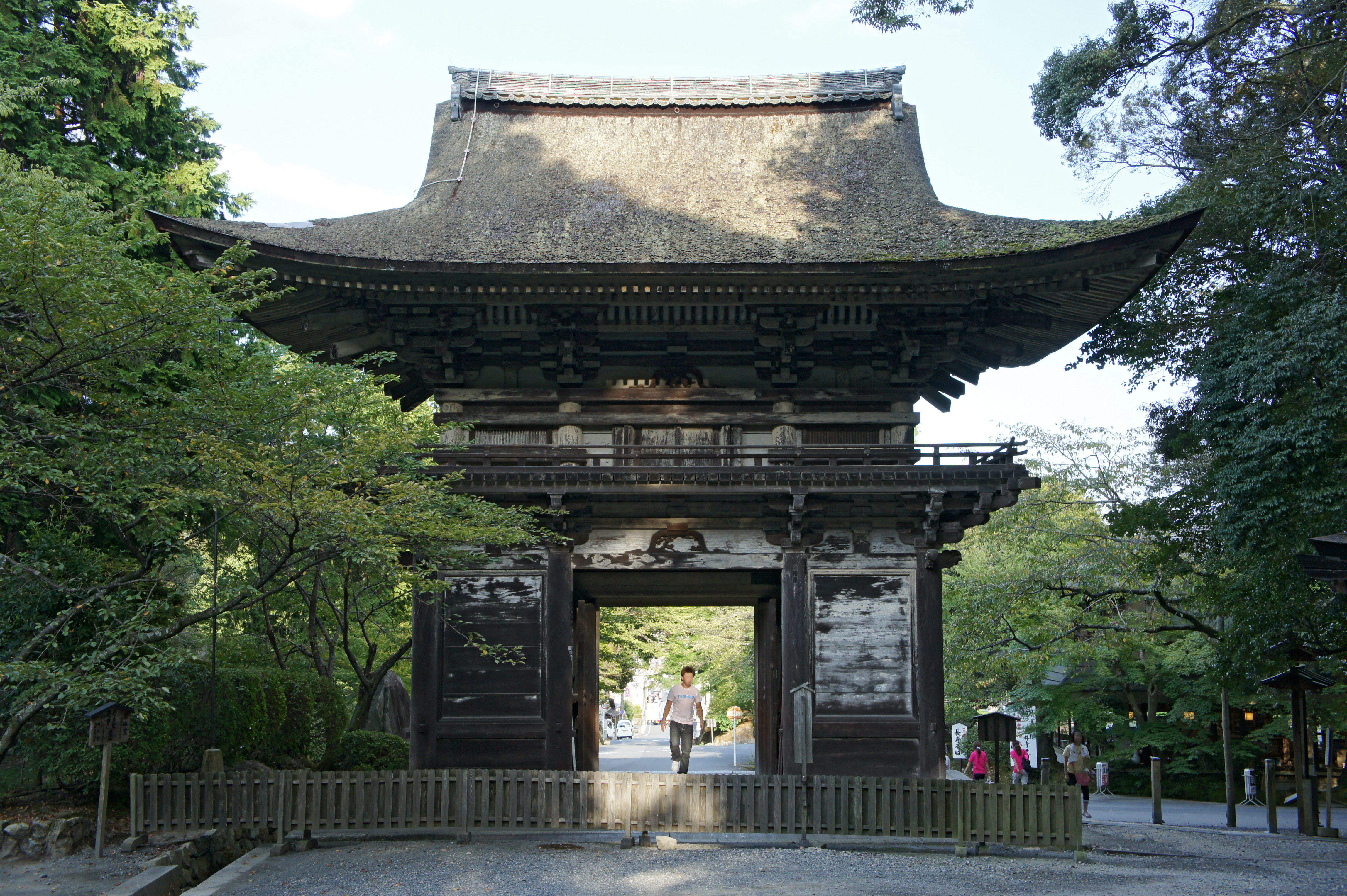
仁王門（重文）
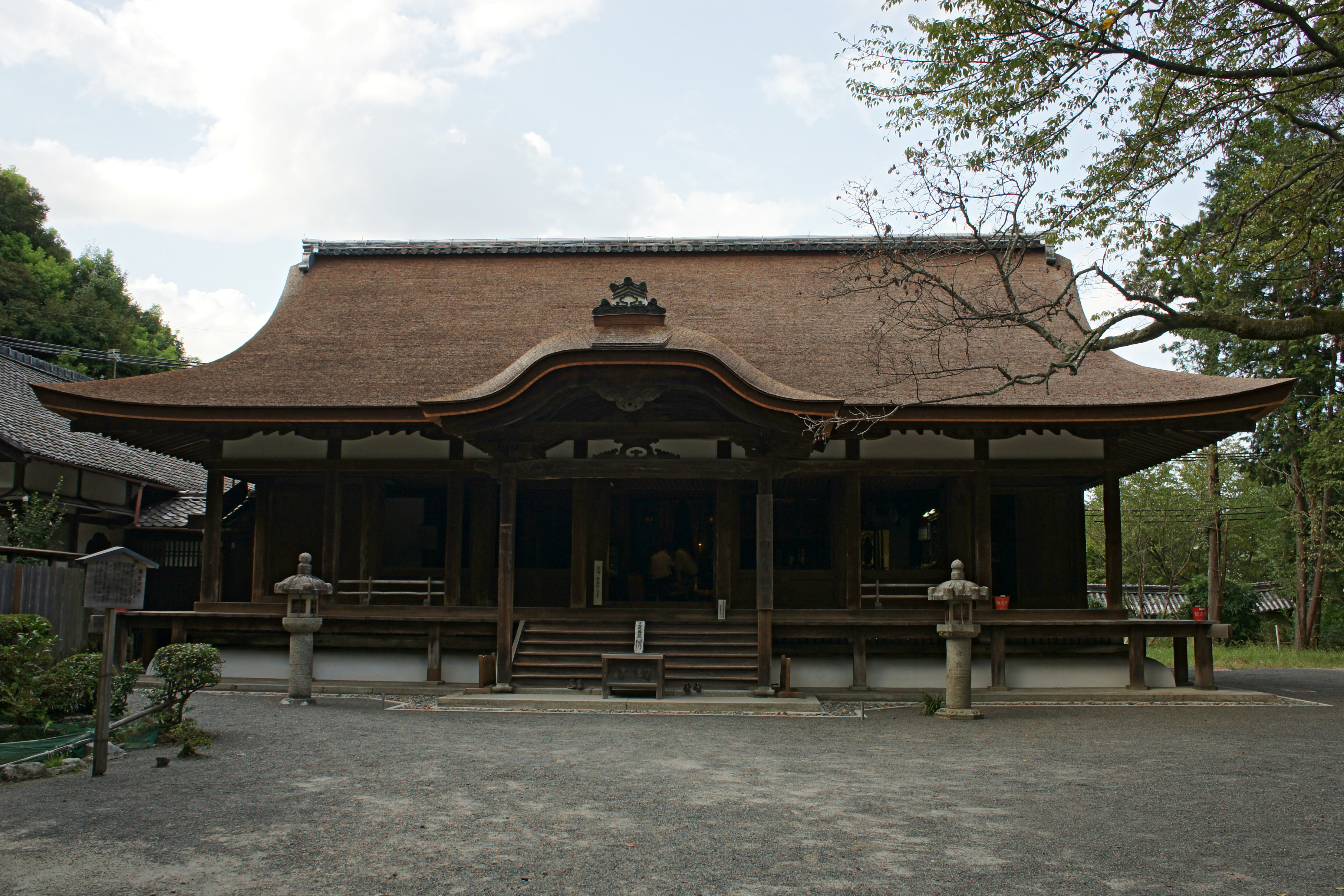
釋迦堂（重文）
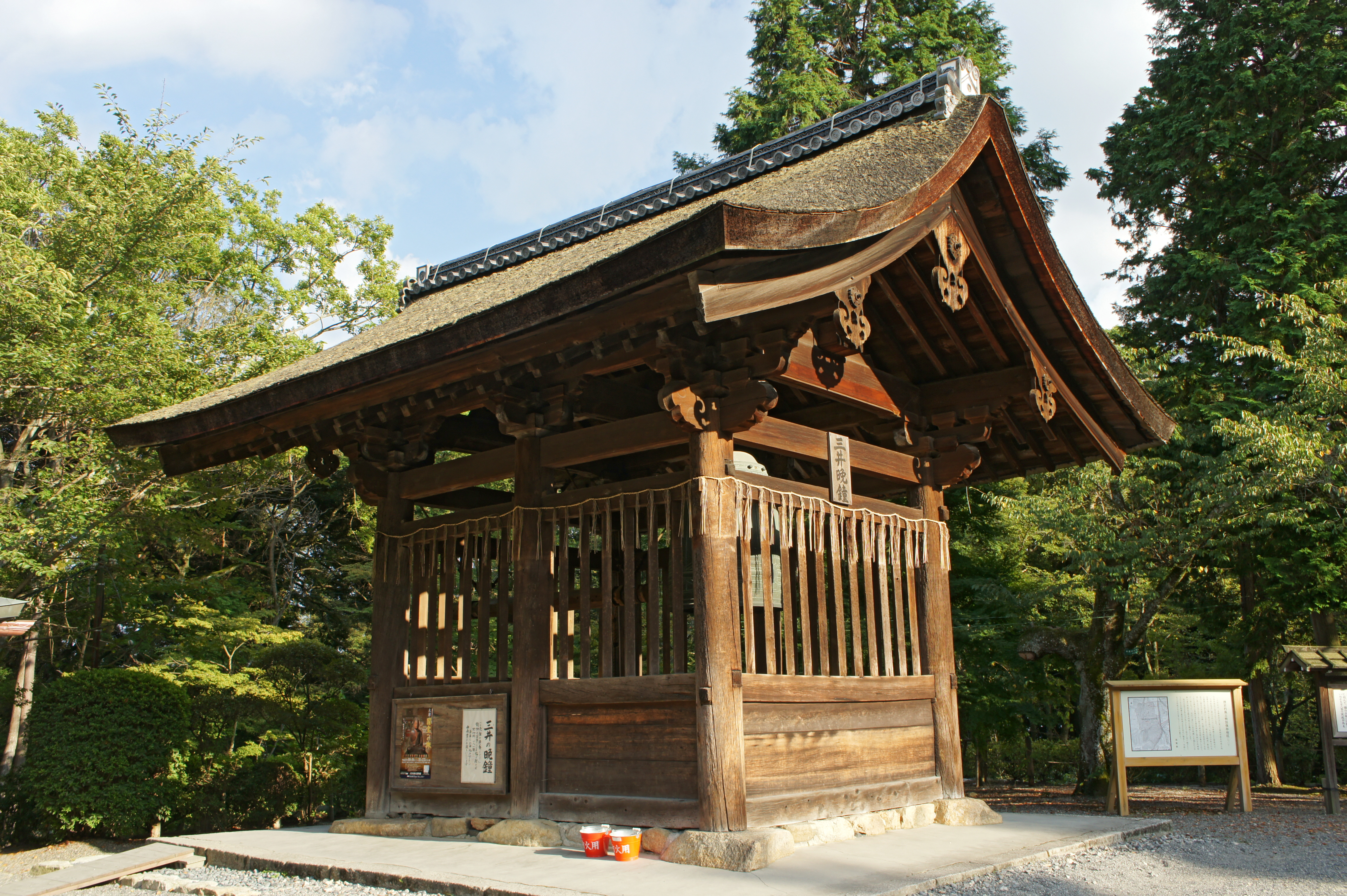
鐘樓（重文）
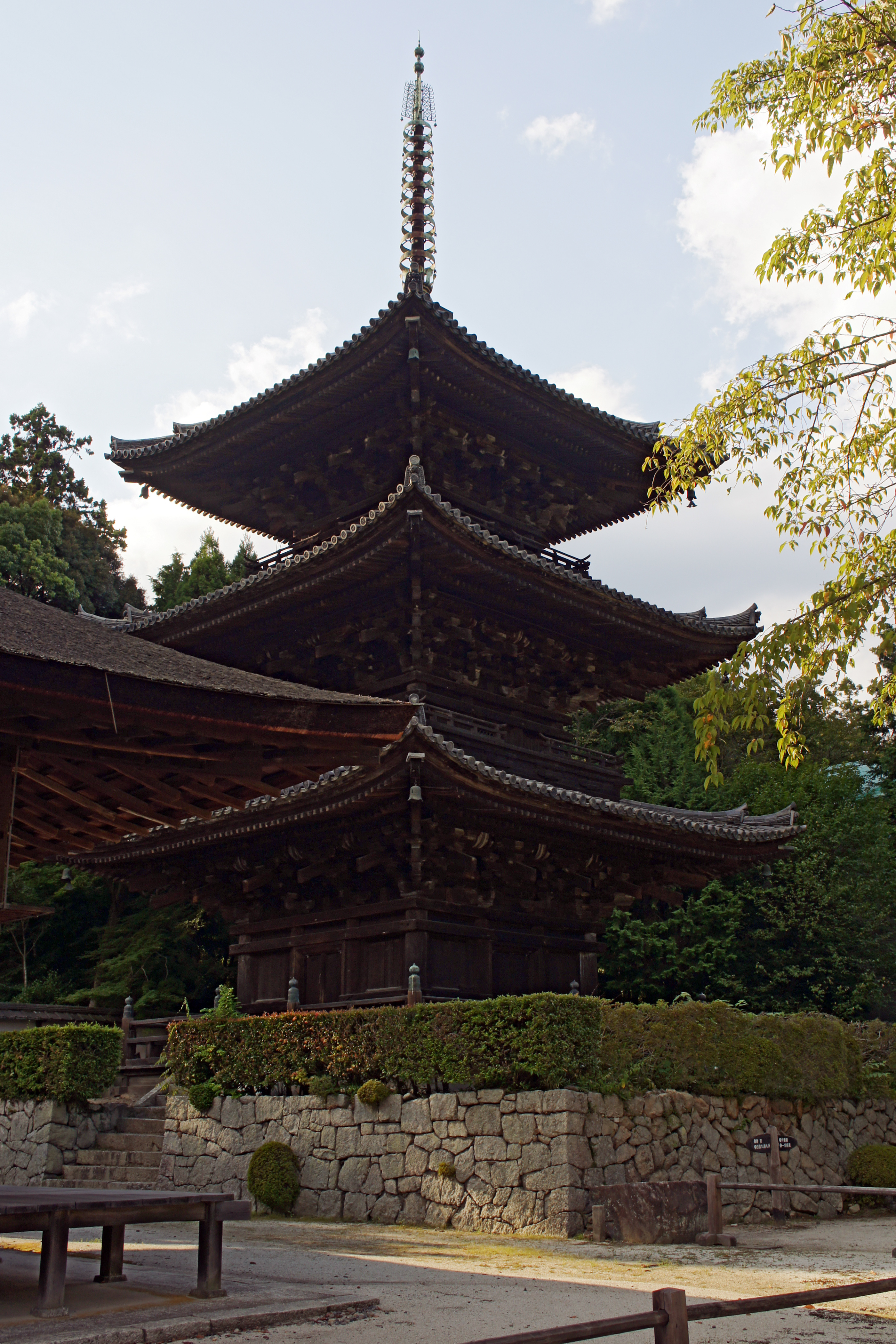
三重塔（重文）
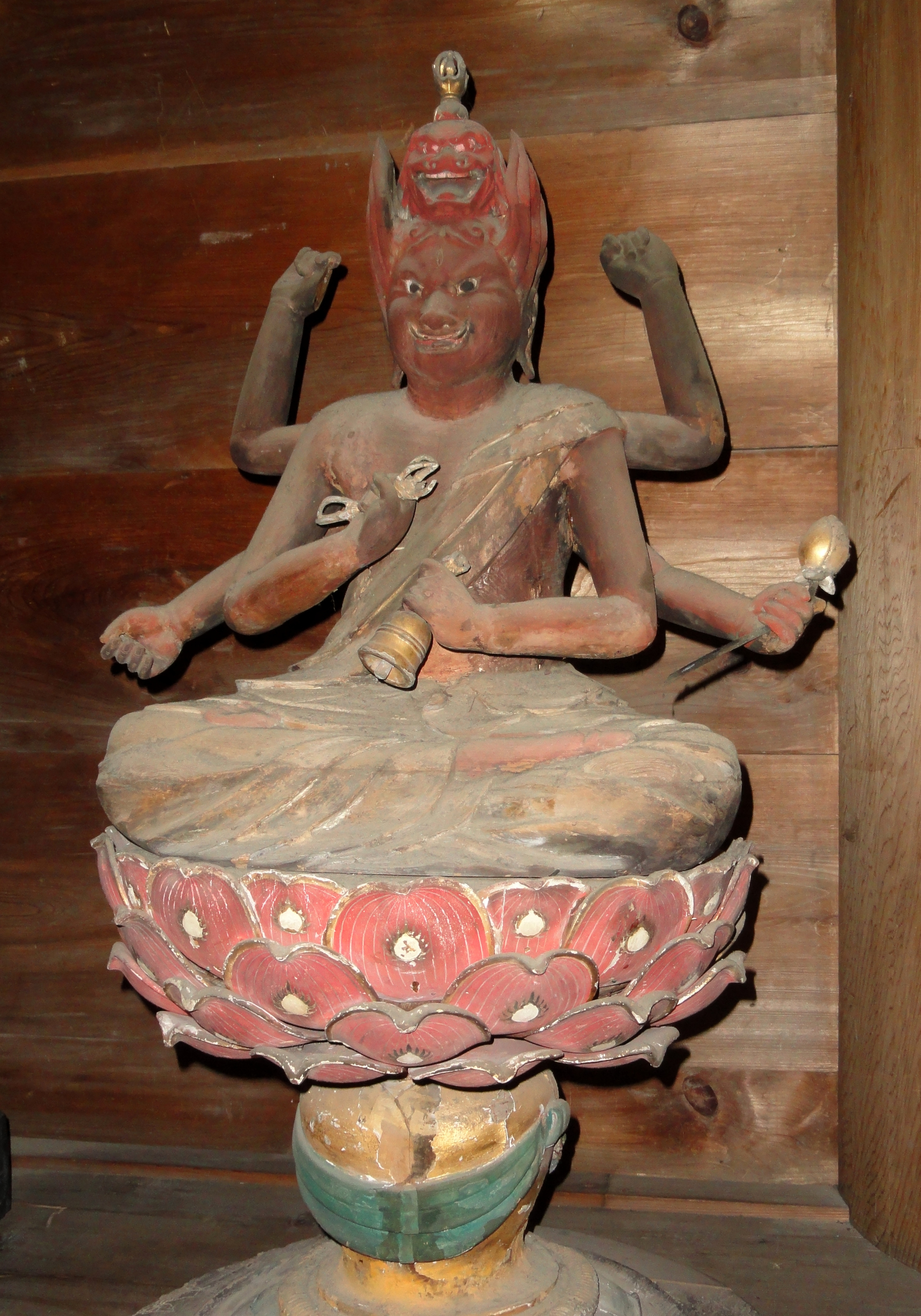
愛染明王
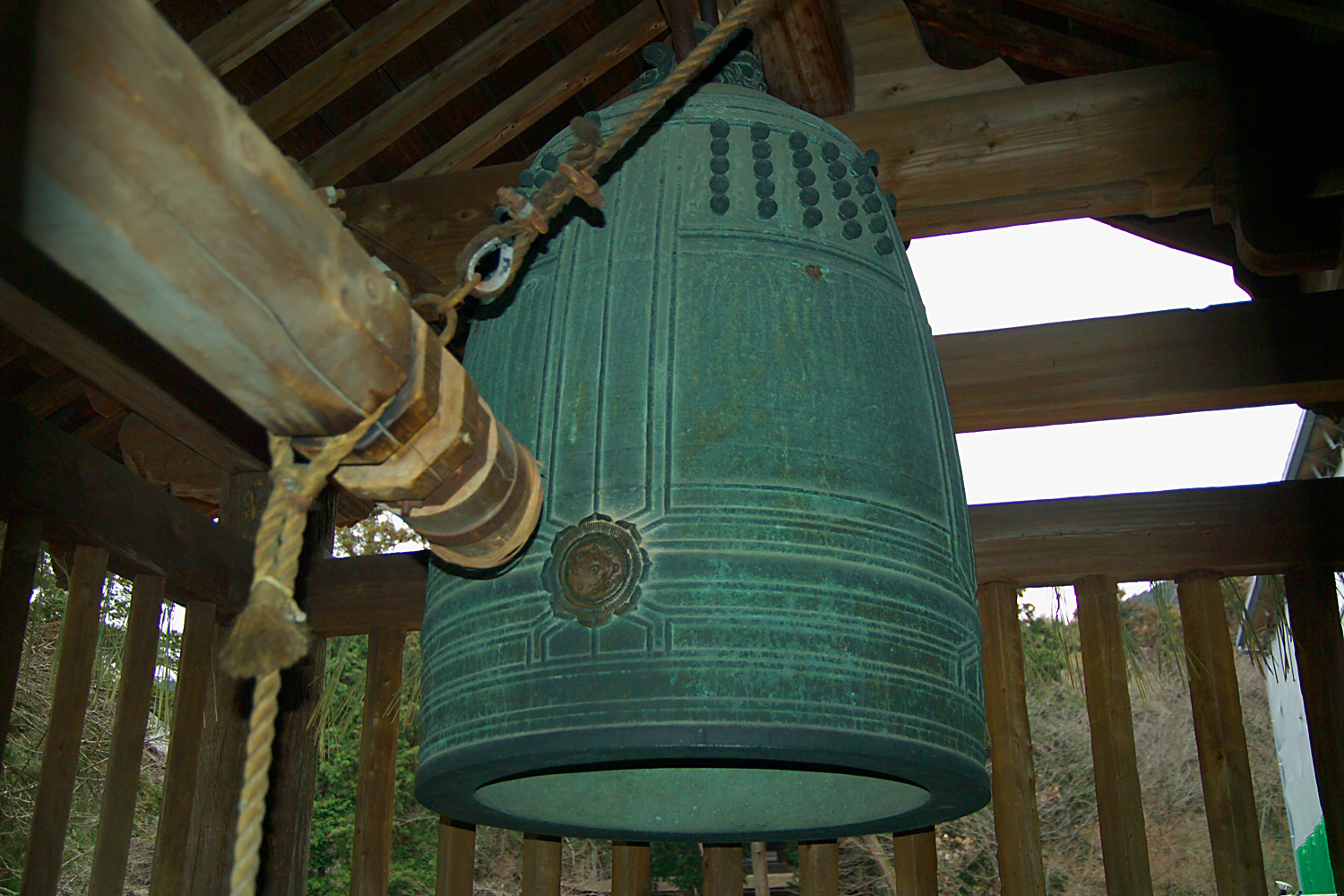
三井寺之晩鐘

## 關連項目
- 西國三十三箇所

## 外部連結
- 三井寺 （页面存档备份，存于）